# Oenopota ogasawarana
Oenopota ogasawarana é uma espécie de gastrópode do gênero Oenopota, pertencente a família Mangeliidae.